# Гонвиль-сюр-Мер
Гонви́ль-сюр-Мер (фр. Gonneville-sur-Mer) — коммуна во Франции, находится в регионе Нижняя Нормандия. Департамент коммуны — Кальвадос. Входит в состав кантона Дозюле. Округ коммуны — Лизьё.
Код INSEE коммуны — 14305.

## Население
Население коммуны на 2010 год составляло 642 человека.
| 1962 | 1968 | 1975 | 1982 | 1990 | 1999 | 2010 |
| ---- | ---- | ---- | ---- | ---- | ---- | ---- |
| 437  | 462  | 331  | 399  | 504  | 564  | 642  |

## Экономика
В 2010 году среди 390 человек трудоспособного возраста (15—64 лет) 257 были экономически активными, 133 — неактивными (показатель активности — 65,9 %, в 1999 году было 68,8 %). Из 257 активных жителей работали 234 человека (122 мужчины и 112 женщин), безработных было 23 (9 мужчин и 14 женщин). Среди 133 неактивных 28 человек были учениками или студентами, 80 — пенсионерами, 25 были неактивными по другим причинам.